# Ловічкі
Ловічкі (пол. Łowiczki) — село в Польщі, у гміні Затор Освенцимського повіту Малопольського воєводства.
Населення — 507 осіб (2011).

## Історія
У 1975-1998 роках село належало до Бельського воєводства, підпорядковувалося районній адміністрації в Освенцимі.

## Демографія
Демографічна структура станом на 31 березня 2011 року:
|          | Загалом | Допрацездатний вік | Працездатний вік | Постпрацездатний вік |
| -------- | ------- | ------------------ | ---------------- | -------------------- |
| Чоловіки | 248     | 54                 | 167              | 27                   |
| Жінки    | 259     | 54                 | 154              | 51                   |
| Разом    | 507     | 108                | 321              | 78                   |